# Deskriptivní epidemiologie
Deskriptivní epidemiologie zaznamenává epidemiologická data, aniž by měnila situaci, analyzuje je. Sleduje ukazatele jako je morbidita (nemocnost), mortalita (úmrtnost) a natalita (porodnost) u populace dle demografického členění.
Epidemiologie se člení na deskriptivní, analytickou a experimentální.

## John Graunt
První epidemiologická data nezpracoval lékař, ale obchodník s galanterií. V sedmnáctém století John Graunt (1620–1674), radní města Londýna, publikoval tabulky o úmrtnosti z období 1532 až 1665 (Bills of Mortality). Data sbíral z církevních záznamů. Do tabulek uváděl vždy rok na vodorovnou osu, na svislou uvedl příčinu úmrtí. Součtem sloupců se došlo k celkovému počtu úmrtí za rok. Součtem řádků k celkovému počtu úmrtí za uvedené roky na konkrétní příčinu. V dalších tabulkách uváděl zvlášť počty mužů a žen pohřbených v konkrétním roce. Zvlášť uváděl místo bydliště dle čtvrtí Londýna, příslušnost k církvi, věk pohřbených. Desítky jeho tabulek s tisíci dat se dochovaly dodnes.

## William Farr
Na jeho práci navázal William Farr (30. listopadu 1807 – 14. dubna 1883). Sbíral oficiální údaje z jednotlivých nemocnic, dokázal je porovnat. Údaje o mortalitě, natalitě a morbiditě s rozlišením věku, pohlaví a místa bydliště jsou považovány za základ deskriptivní epidemiologie dodnes.

## PPT
Deskriptivní epidemiologie sleduje četnost výskytu a rozvrstvení nemoci v populaci. Zajímá se o to kdo, kde a kdy onemocněl. Udává četnost nemocných dle demografických dat, lokality a času (PPT = Person, Place, Time).
Osoba: Lidé jsou evidováni anonymně, ke každému nemocnému (evidován jako číslo v pořadí) jsou přiřazeny demografická data.
Pohlaví, věk, zaměstnání, očkování, prodělané nemoci, používané léky, výživný stav, socioekonomický faktor, společenské aktivity (stadion, divadla, průvody), osobní koníčky, zda má domácí zvířata (pes, rybičky, papoušek), cesty do zahraničí, návyky jako je kouření či alkohol (nepasterovaný sýr, syrové maso a vejce, lesní plody), stress, rodinné poměry, vzdělání, genetické predispozice, víra.
Místo: Geografické umístění, ale i konkrétní lokalita (koncert, restaurace).
Hledá se způsob šíření. Někdy je nutno zabránit vstupu na celé území. Jindy stačí zabránění styku nemocných a zdravých. Někdy postačí prevence jako je likvidace zdrojů nemoci (například potravin, vody).
Čas: Sledují se čtyři ukazatele:
- dlouhodobý trend výskytu nemoci (epidemiologická křivka za uplynulá desetiletí)
- sezónnost (v jakou roční dobu má nejčastější výskyt)
- periodicita (v jakých intervalech dochází ke vzplanutí nemoci)
- nakažlivost (epidemie, endemie, pandemie – rychlost šíření v populaci dle lokalit)

Zabývá se absolutními riziky.

## Deskriptivní studie
Deskriptivní studie jsou vždy observační (viz Epidemiologická studie). Popisují jeden případ nemoci (case report) nebo sérii případů (case series), počítají prevalenci nebo incidenci (výskyt nemoci v populaci). Zpravidla jsou prvním krokem při vzniku epidemiologické události.

## Komparativní epidemiologie
Komparativní deskriptivní epidemiologie porovnává výskyt dvou či více nemocí u stejného typu pacientů či ve stejné lokalitě. Odhalí se tak často jedna příčina či soubor příčin společných pro více onemocnění. Například špatné životní prostředí v průmyslové aglomeraci zvyšuje výskyt několika onemocnění dýchacího aparátu a současně i několika typů rakoviny. 
Deskriptivní epidemiologie dokázala, že porodnost, úmrtnost a nemocnost stoupá u sociálních skupin s nízkými příjmy. Komparativní epidemiologie dokazuje, že rizika zcela odlišných chorob mohou být naprosto stejná.

## Zdroje dat
- Sčítání lidu
- Statistické ročenky státních úřadů
- Statistiky ze vstupních prohlídek zaměstnanců
- Sběrná data z hlášení nemocnic
- Národní tabulky spotřeby potravin, léků, nemocnosti atd.

## Epidemiologický přístup
Epidemiologický přístup má čtyři kroky:

1. Odhalit problém je úkol deskriptivní epidemiologie. Odchylka ve statistice od průměru či od předešlého období je vždy problém. Problém se musí prověřit.  Jsou vyslány epidemiologické skupiny do dané oblasti (k chovateli dobytka), odeberou vzorky, popíší situaci detailně.
2. Formulovat hypotézu. Proč došlo k nárůstu nemocnosti? Hypotéza může být rutinní, například infikovaný zdroj vody. Extrémní počasí. Zásadní změny ve stravování a hygieně. Hypotéza musí být přijatelná, ověřitelná a specifická. (Hypotézy typu vyšší moci, čaker, otisku homeopatika, telepatie, alchymie či eschatologie jsou pro epidemiology nepřijatelné. Hypotéza musí být racionální, vědecká, doložitelná.)
3. Test hypotézy. Zkoumá se odhad versus skutečnost. Co se stane, když je situace jiná (například jinde či v minulosti). Prvotní prověřování hypotézy musí být podloženo daty (zpravidla nahodilými). V tomto kroku spolu mohou soutěžit různé hypotézy. Stanou se více či méně pravděpodobné.
4. Průkaznost hypotézy je dána validitou testu (Validita laboratorního testu), statistickou chybou (Chyby typu I a II) a biasem (Bias (epidemiologie)). Průkaznost může být ovlivněna náhodou či nepřesností. Prověřit hypotézu trvá nejdéle, zpravidla se prověřuje opakovaně a to i mnoho let.